# Saint-Symphorien-des-Bois
 Saint-Symphorien-des-Bois  es una población y comuna francesa, en la región de Borgoña-Franco Condado, departamento de Saona y Loira, en el distrito de Charolles y cantón de La Clayette.

## Demografía
| 382 | 401 | 388 | 395 | 414 | 409 |
| Para los censos de 1962 a 1999 la población legal corresponde a la población sin duplicidades (Fuente: INSEE [Consultar]) |     |     |     |     |     |